# 팀 헐리히
팀 헐리히(영어: Tim Herlihy, 1966년 10월 9일 ~ )는 미국의 영화 각본가이다. 주로 애덤 샌들러 출연 작품의 각본을 담당한다.

## 작품 목록

### 영화 각본
| 연도 | 제목            | 감독            | 비고                                     |
| ---- | --------------- | --------------- | ---------------------------------------- |
| 1995 | 백만장자 빌리   | 애덤 샌들러     | 애덤 샌들러와 공동 각본                  |
| 1996 | 해피 길모어     | 애덤 샌들러     | 애덤 샌들러와 공동 각본                  |
| 1998 | 웨딩 싱어       | 프랭크 코라치   |                                          |
| 1998 | 워터보이        | 프랭크 코라치   | 애덤 샌들러와 공동 각본                  |
| 1999 | 빅 대디         | 데니스 두건     | 스티브 프랭크스, 애덤 샌들러와 공동 각본 |
| 2000 | 리틀 니키       | 스티븐 브릴     | 스티븐 브릴, 애덤 샌들러와 공동 각본     |
| 2002 | 미스터 디즈     | 스티븐 브릴     |                                          |
| 2008 | 베드타임 스토리 | 애덤 섕크먼     | 맷 로페즈와 공동 각본                    |
| 2013 | 다 큰 녀석들 2  | 데니스 두건     | 프레드 울프, 애덤 샌들러와 공동 각본     |
| 2015 | 픽셀            | 크리스 콜럼버스 | 티머시 다울링과 공동 각본                |
| 2015 | 리디큘러스 6    | 프랭크 코라치   | 애덤 샌들러와 공동 각본                  |
| 2020 | 휴비의 핼러윈   | 스티븐 브릴     | 애덤 샌들러와 공동 각본                  |
| 2025 | 해피 길모어 2   | 카일 뉴어첵     | 애덤 샌들러와 공동 각본                  |